# Piet van Stuivenberg (kunstenaar)
Piet van Stuivenberg ook wel Piet van Stuyvenberg (Schiedam, 10 januari 1901 – aldaar, 16 december 1988) was een Nederlandse schilder en beeldhouwer.

## Leven
Pieter Antonie van Stuivenberg werd geboren in Schiedam en ontving van 1921 tot 1927 zijn opleiding aan de Rotterdamse Academie van Beeldende Kunsten en Technische Wetenschappen. Hij startte zijn beeldhouwcarrière als steenhouwer, eerst beïnvloed door het expressionisme en later meer abstract werkend, met geometrische en strakkere vormen.
Piet is lid geweest van de Rotterdamse kring van beeldende kunstenaars R 33.
Hij maakte studiereizen naar Brussel, Londen en Parijs en sloot zich achtereenvolgens aan bij de kunstenaarsgroeperingen Vrij Beelden (met de Rotterdammers Koos van Vlijmen en Wout van Heusden), Creatie en Nieuwe Ploeg in Voorburg. In 1950 was hij met werk vertegenwoordigd op de vijfde Salon des réalités nouvelles in Parijs.
In 1967 ontving Van Stuivenberg de Hendrik Chabot Prijs en in 1981 werd een overzichtstentoonstelling aan zijn werk gewijd door het Stedelijk Museum Schiedam. Werk van hem bevindt zich in de collecties van het Stedelijk Museum Amsterdam, Museum Boijmans Van Beuningen in Rotterdam en het Schiedamse Stedelijk Museum.

## Dolle Jans droom
Van Stuivenberg kreeg in 1968 de opdracht van de Rotterdamse Kunststichting een hommage aan de in Rotterdam geboren Herman Heijermans te maken. Uitgangspunt diende de figuur Jan met de zwaan te zijn uit het toneelstuk Uitkomst (1907), tevens de hoofdpersoon in Heijermans' verhaal Dolle Jans Droom. Het beeld werd in 1969 door Van Stuivenberg opgeleverd en geplaatst op een gazon tussen het Steiger en het Hang in het Rotterdamse centrum.

## Moeder en Kind
Het thema 'moeder en kind' was belangrijk voor Van Stuivenberg. In 1972 maakte hij een marmeren beeldje met deze naam. Toen Schiedam in 1975 vierde dat het 700 jaar eerder stadsrechten had gekregen, kreeg de stad van de gemeente Rotterdam een kunstwerk gemaakt door een Schiedamse kunstenaar cadeau "ter verfraaiing van een plein of straat in de binnenstad." Uiteindelijk viel de keus op het werk Moeder en kind van Van Stuivenberg. Het beeldje kreeg in 1977 een plek op de Grote Markt in Schiedam. In april 1987 werd het beeldje van de Grote Markt verwijderd, nadat het tijdens een vechtpartij als slagwapen was gebruikt. Na restauratie is het beeldje opgenomen in de collectie van Stedelijk Museum Schiedam. Sinds 2022 is het beeldje te zien in de Korenbeurs, een vestiging van de bibliotheek Schiedam.

## Enkele werken
- 1950: Zonder titel , Gedempte Zalmhaven, Rotterdam. Het was het eerste abstracte beeld in Rotterdam bestemd voor het Rotterdamse Bouwcentrum.
- 1953-1954: daklijstversiering en wandfriezen met gemeentewapens in het Huis van de Provincie in Arnhem.[4]
- 1959-1960: kalkstenen gemeentewapens en 40 reliëfpanelen in Japans eiken met de dieren van de ark van Noach voor de Provinciale Griffie in Middelburg.[4]
- 1957: Drie kinderen, Burg. van Harenlaan (De Hoeksteen), Schiedam
- 1965: Zonder titel, een abstracte marmerplastiek bestemd voor het Zeeltplein in Rotterdam-Hoogvliet. Het beeld wordt waarschijnlijk herplaatst aan de Lengweg.
- 1968: Geborgenheid, Schiedam
- 1970: Dolle Jans droom (1969), Steiger, Rotterdam
- 1972: Moeder en kind, Grote Markt , Schiedam[2] (1977-1987), Korenbeurs, Schiedam (sinds 2022).

## Foto's

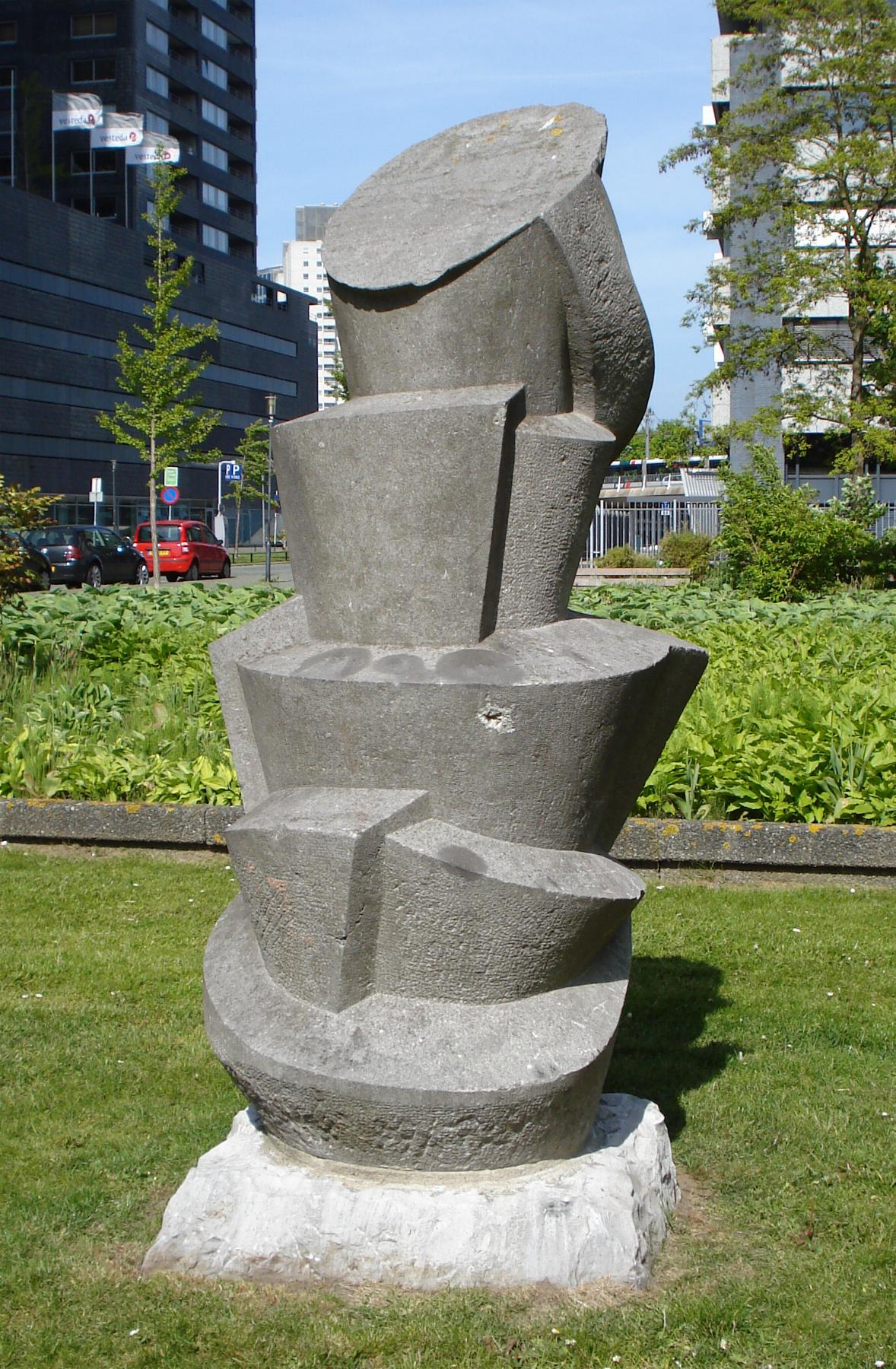
Zonder titel (1950), Rotterdam
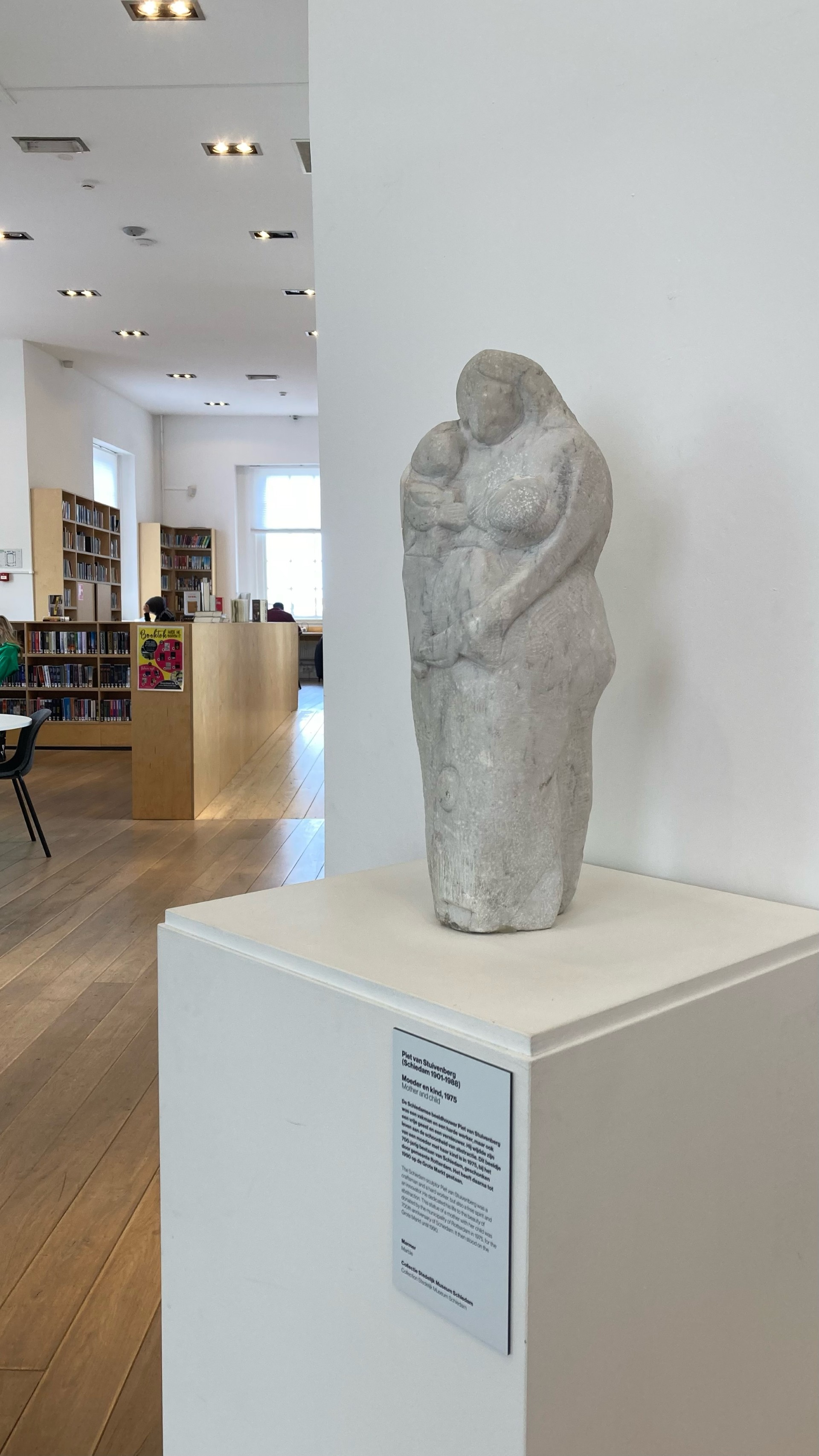
Het standbeeld Moeder en Kind, gemaakt door Piet van Stuivenberg, in de Korenbeurs, Schiedam (2024)
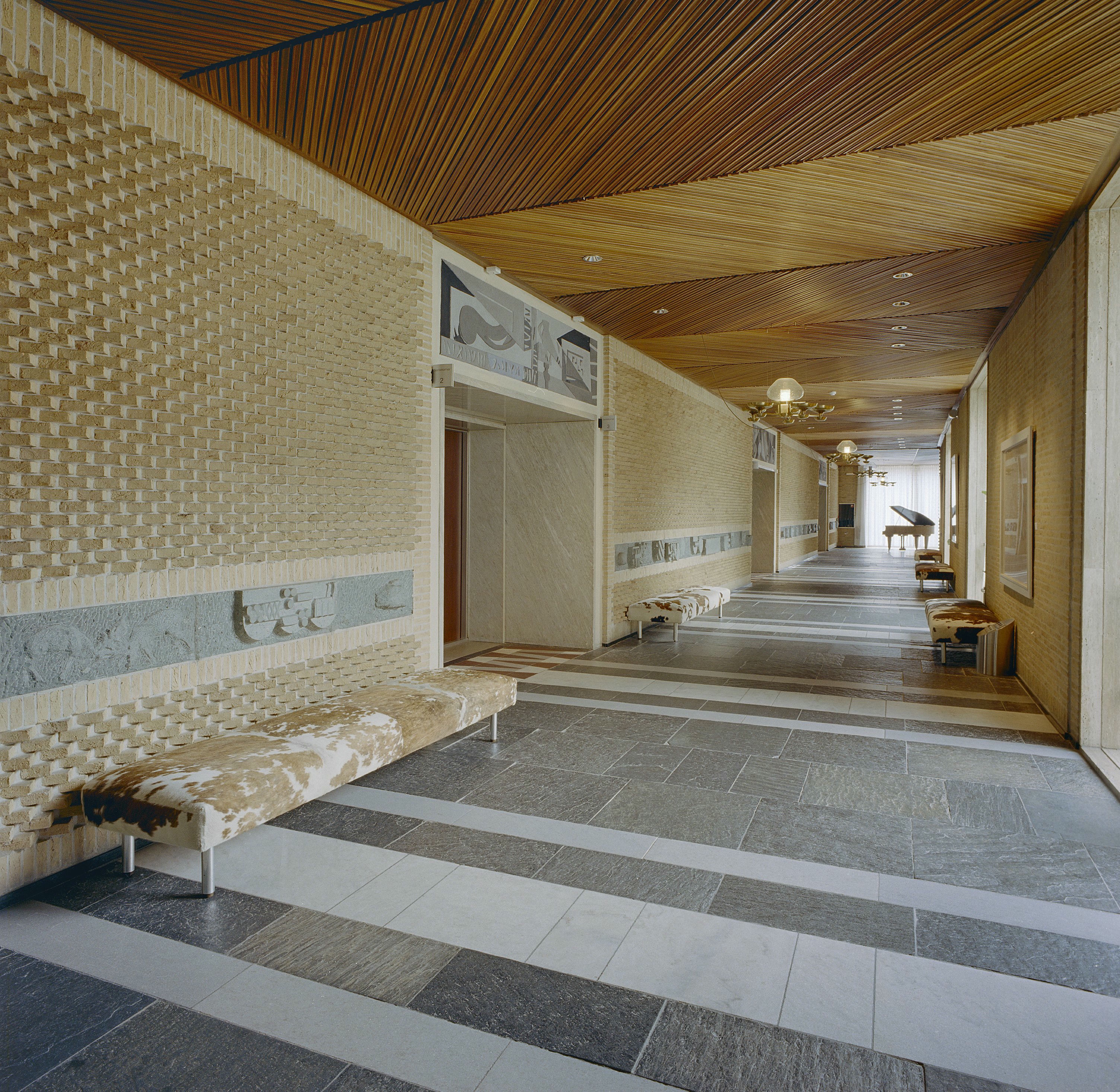
In de wand een deel van de friezen met de 112 Gelderse gemeentewapens, Arnhem
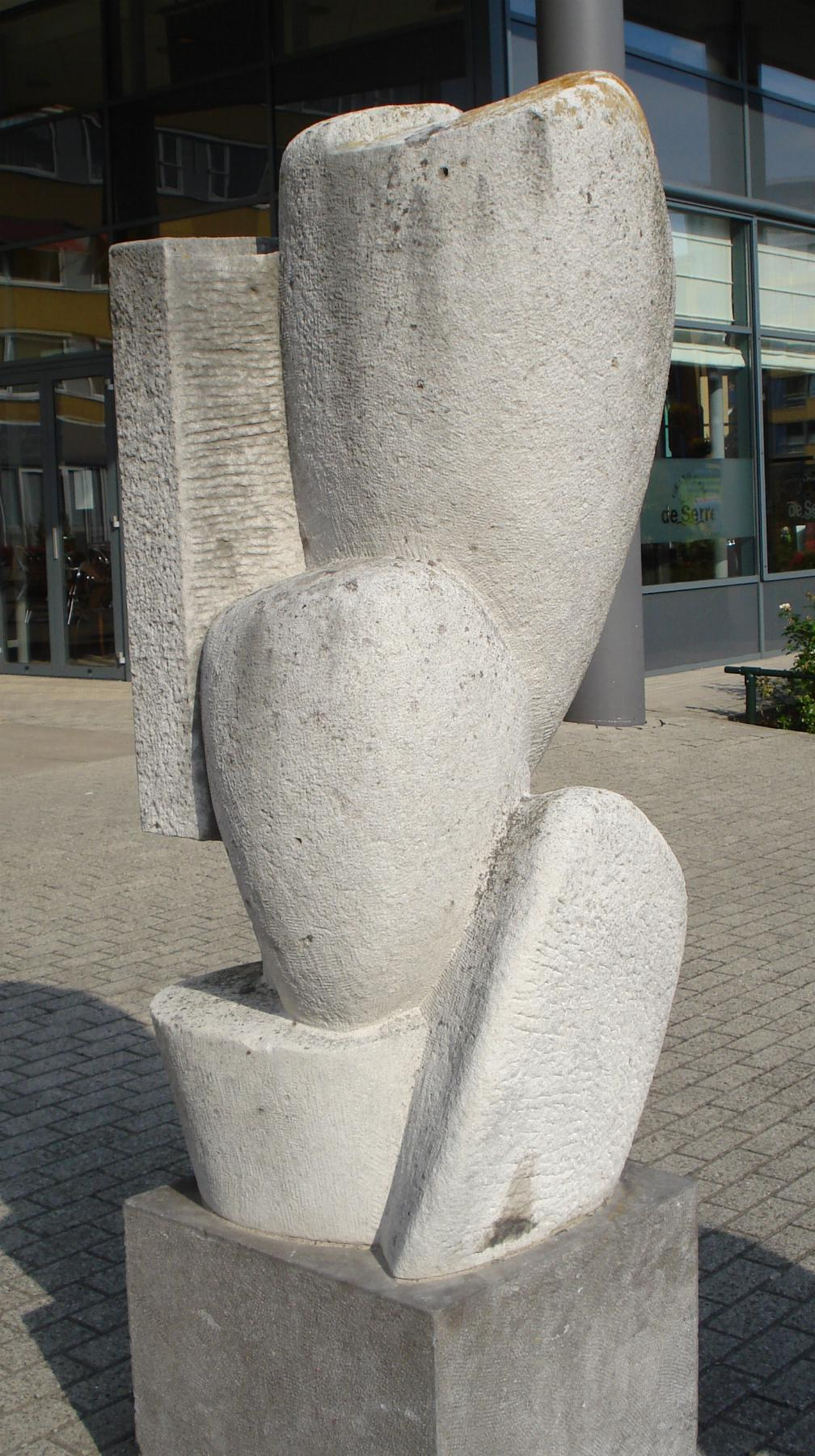
Geborgenheid (1968), Schiedam
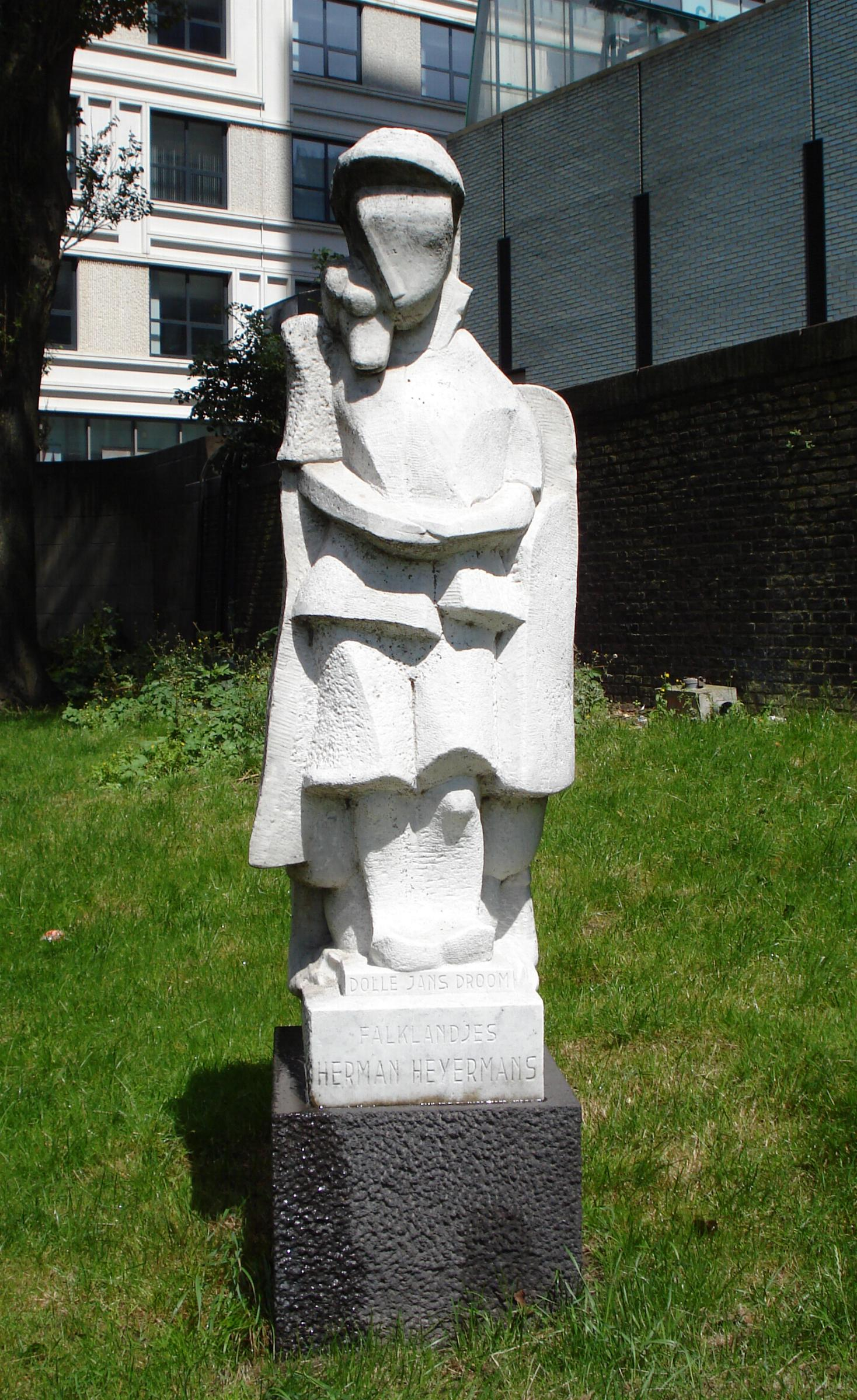
Dolle Jans droom (1969), Rotterdam